# Anticollix sparsaria
Anticollix sparsaria là một loài bướm đêm trong họ Geometridae.